# Passage de la Trinité
Le passage de la Trinité est une voie du 2e arrondissement de Paris, en France.

## Situation et accès
Le passage de la Trinité est situé dans le 2e arrondissement de Paris. Il débute au 164, rue Saint-Denis et se termine au 21, rue de Palestro.

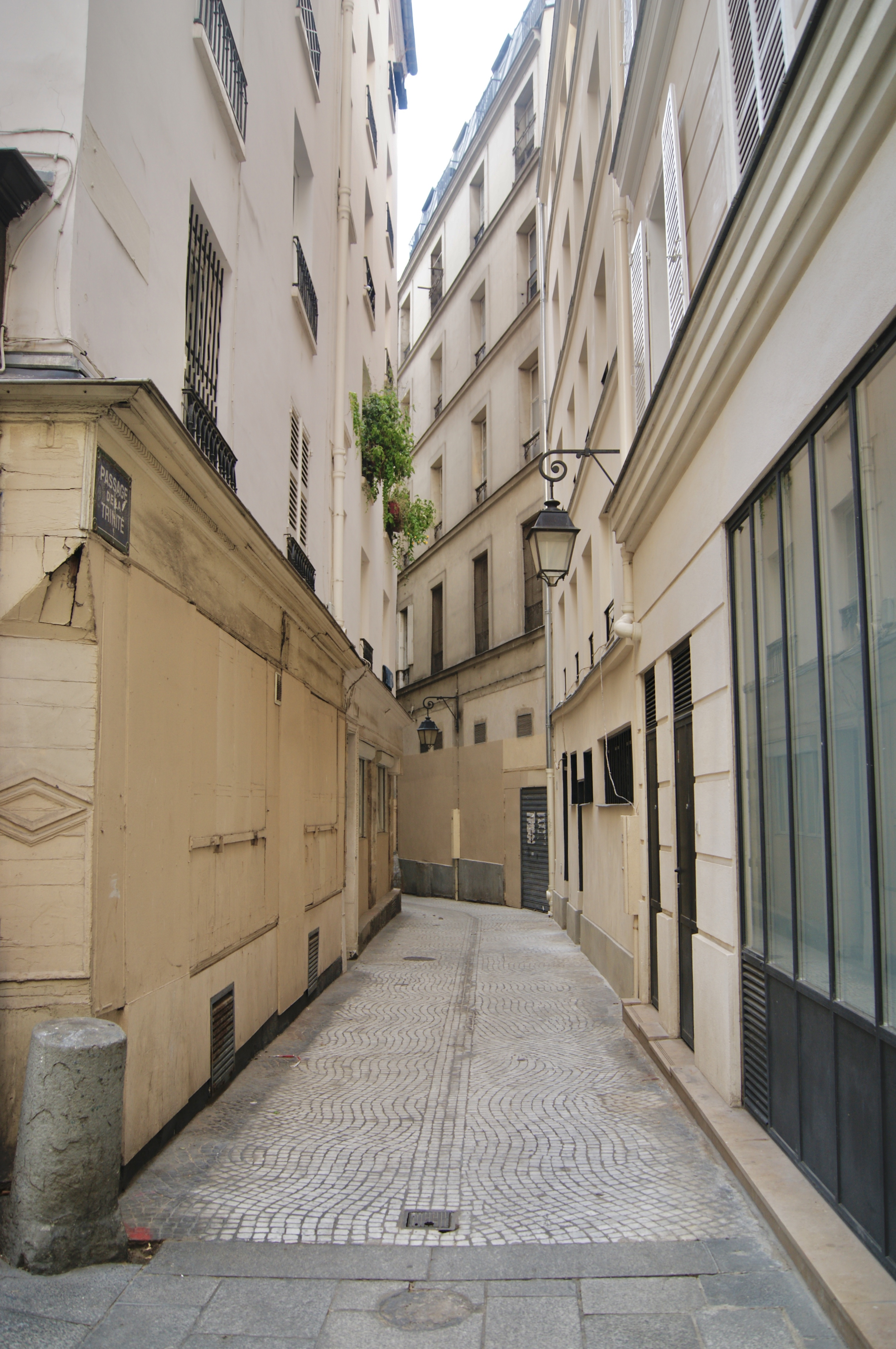
Passage de la Trinité depuis la rue de Palestro.
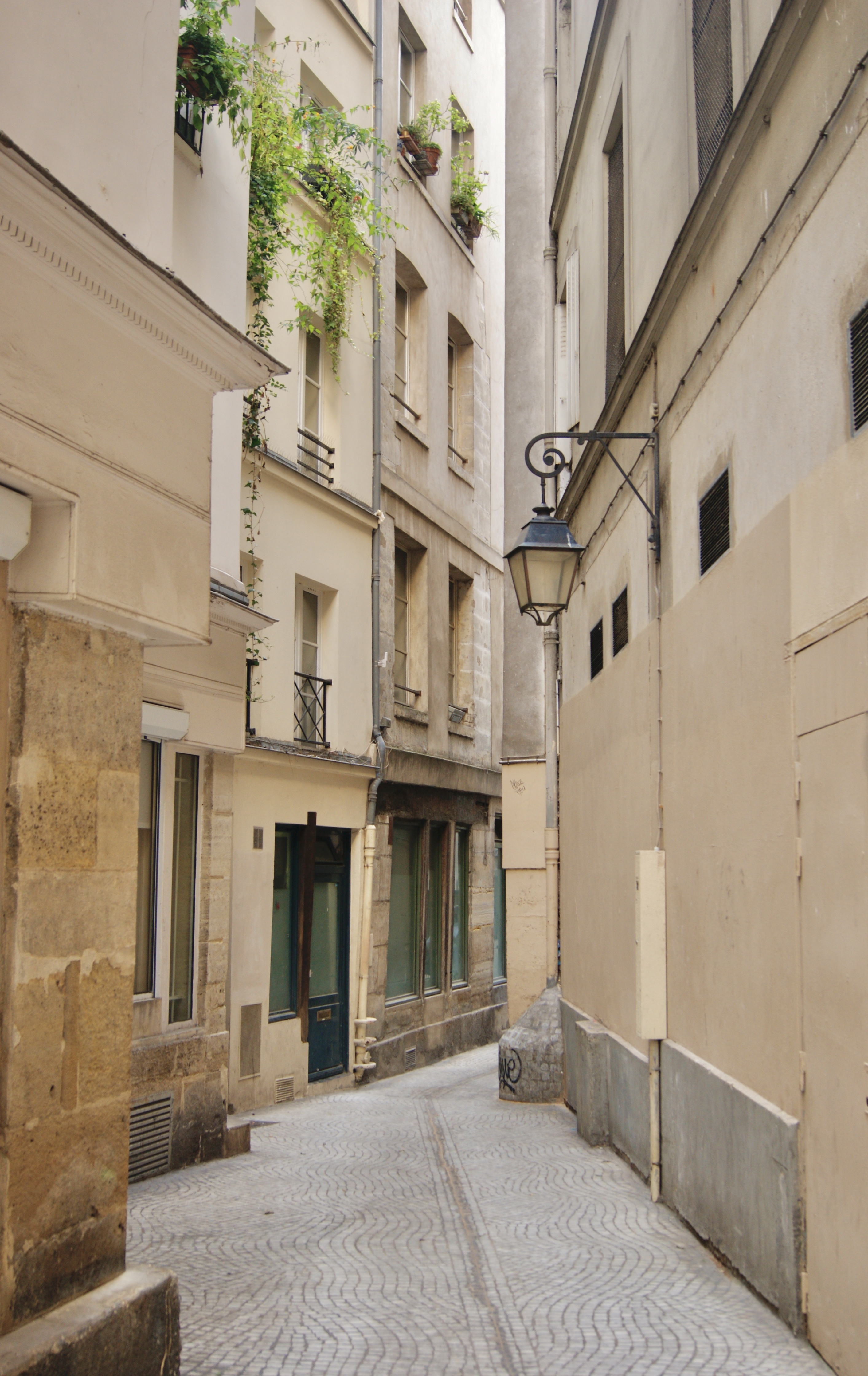
Centre du passage.
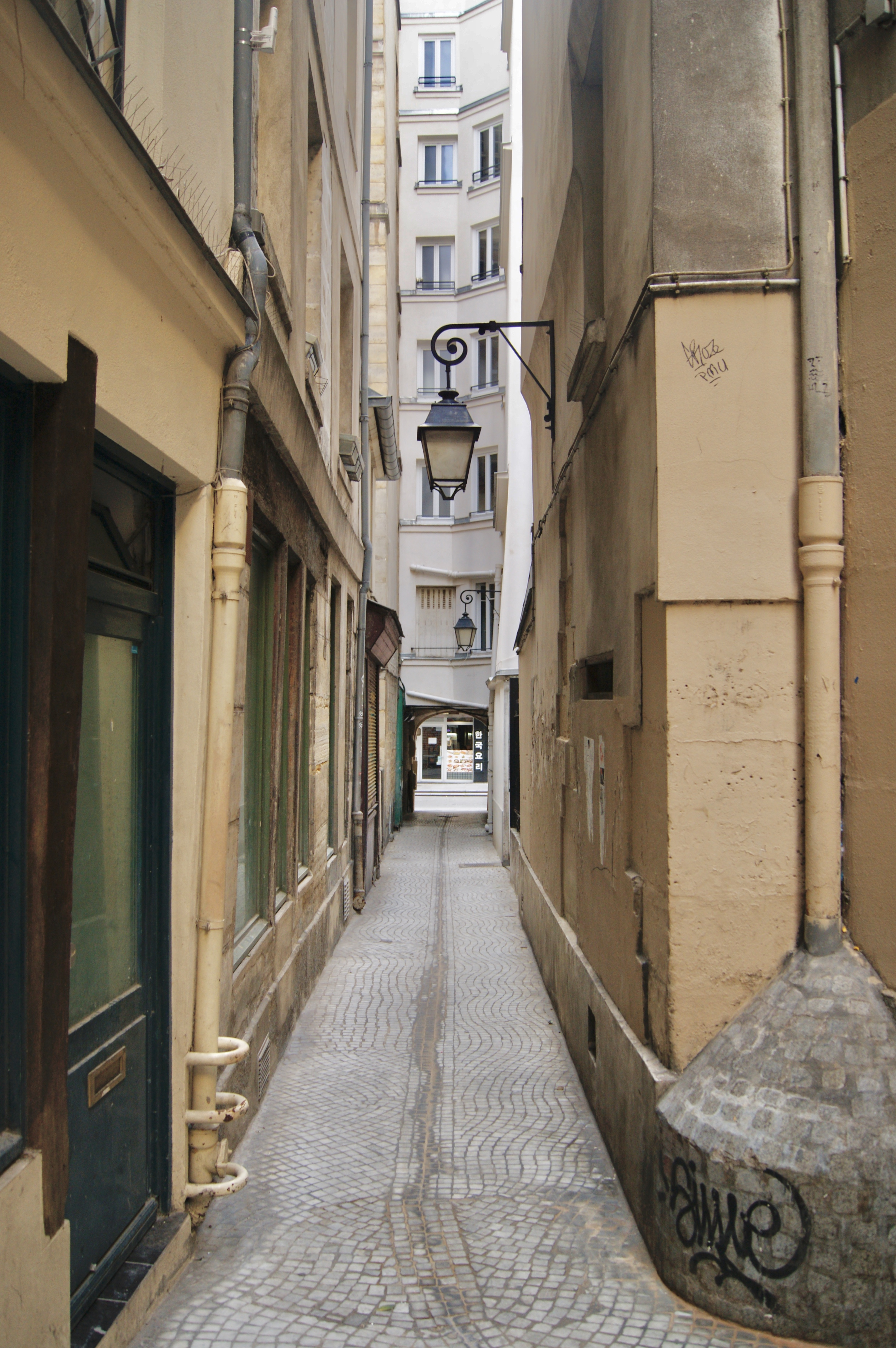
Passage en direction de la rue Saint-Denis, en arrière-plan.

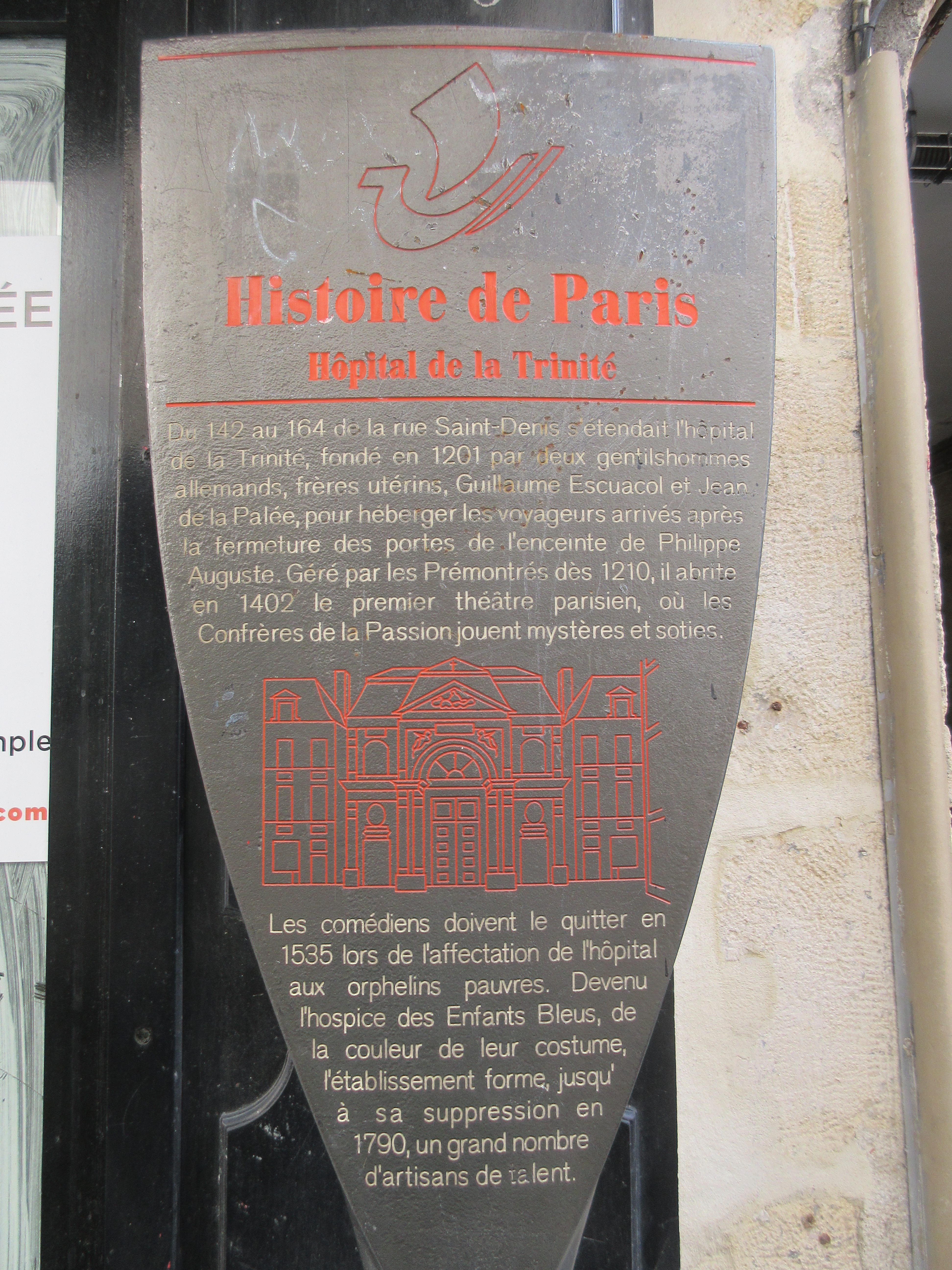
Panneau Histoire de Paris
« Hôpital de la Trinité »

## Origine du nom
C'était l'ancienne entrée de l'hôpital et de l'enclos de la Trinité.

## Historique
Le passage, ouvert en 1827. 
Ce passage existait comme accès à l'hôpital de la Trinité dont les historiens ont fixé la fondation à l'année 1202 et figure sur les plus anciens plans de Paris.
Les immeubles bordant l'impasse sont des constructions de l'ancien hôpital modifiées et surélevées par les acquéreurs des biens de cette institutions vendus comme biens nationaux en 1812-1813.
Avant le percement de la rue Palestro en 1858, le passage aboutissait Cour de la Trinité à l'emplacement de cette rue et communiquait avec la rue Greneta.

## Pour approfondir